# Kirche Weitersroda

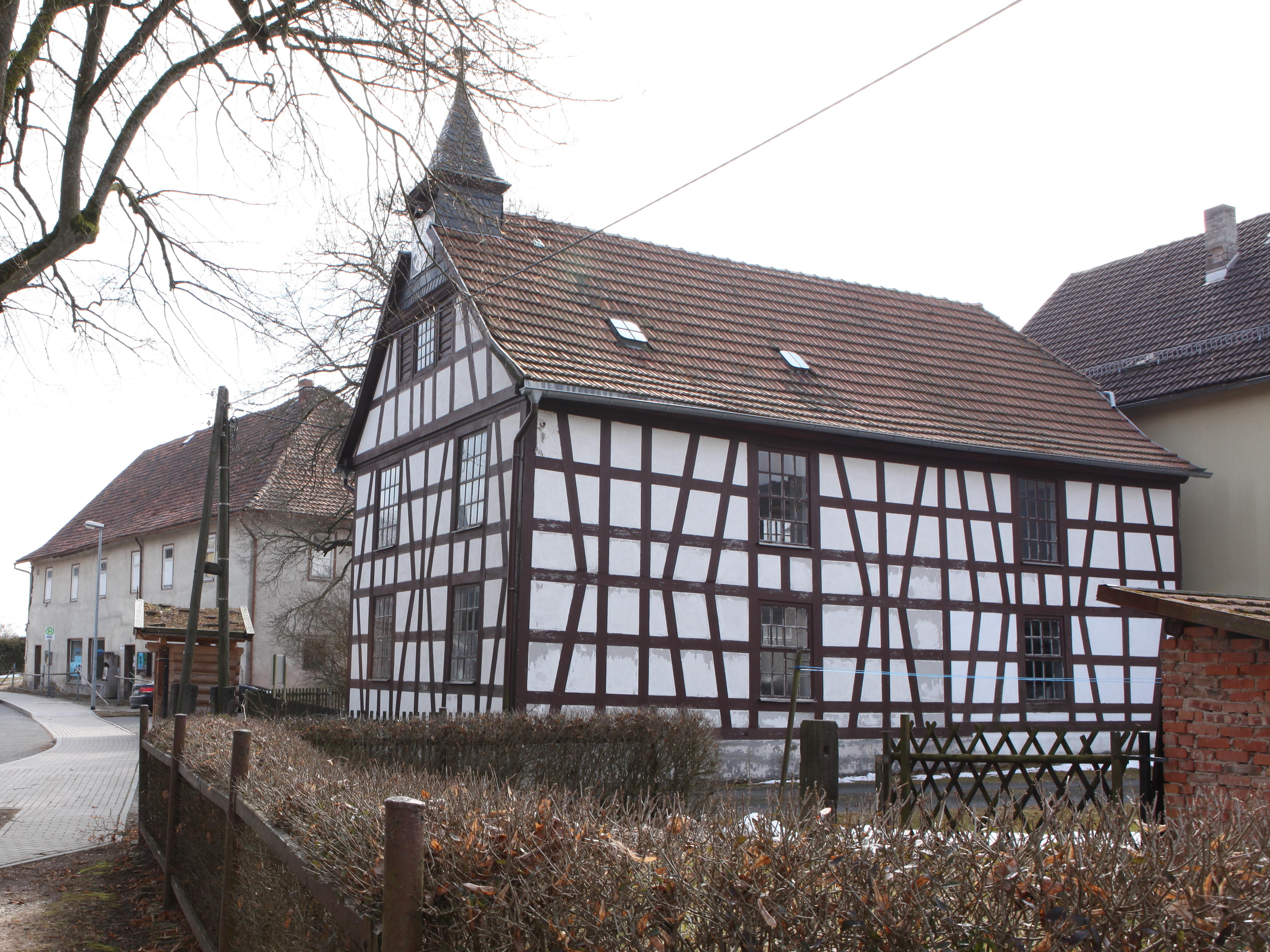
Die Kirche

Die evangelische Kirche Weitersroda steht im Ortsteil Weitersroda der Stadt Hildburghausen im Landkreis Hildburghausen in Thüringen.

## Geschichte
Am 6. Oktober 1513 wurde vom Bischof Lorenz von Bibra aus Würzburg die erste Kirche geweiht. Um 1792 entstand die neue Kirche als eine schlichte Dorfstube. Vom Blickfeld des Schlosses überdeckt. Der Fachwerkbau ist mit einem Uhrentürmchen versehen.
Der mit einer steinernen aufgebrochenen Rose versehene Taufstein stammt aus dem Jahr 1624.
Eine Orgel ist vorhanden. Die Kirche wurde 1989 außen und 1995 innen renoviert.